# 丹巴克
丹巴克（法語：Dambach，发音：[dambak] 或 [dambax]），又译作当巴克，是法国下莱茵省的一个市镇，位于该省北部，属于阿格诺-维桑堡区和赖什索芬县（Reichshoffen）。该市镇总面积30.5平方公里，2009年时的人口为782人。

## 人口
丹巴克人口变化图示